# Setzung (Bauwesen)

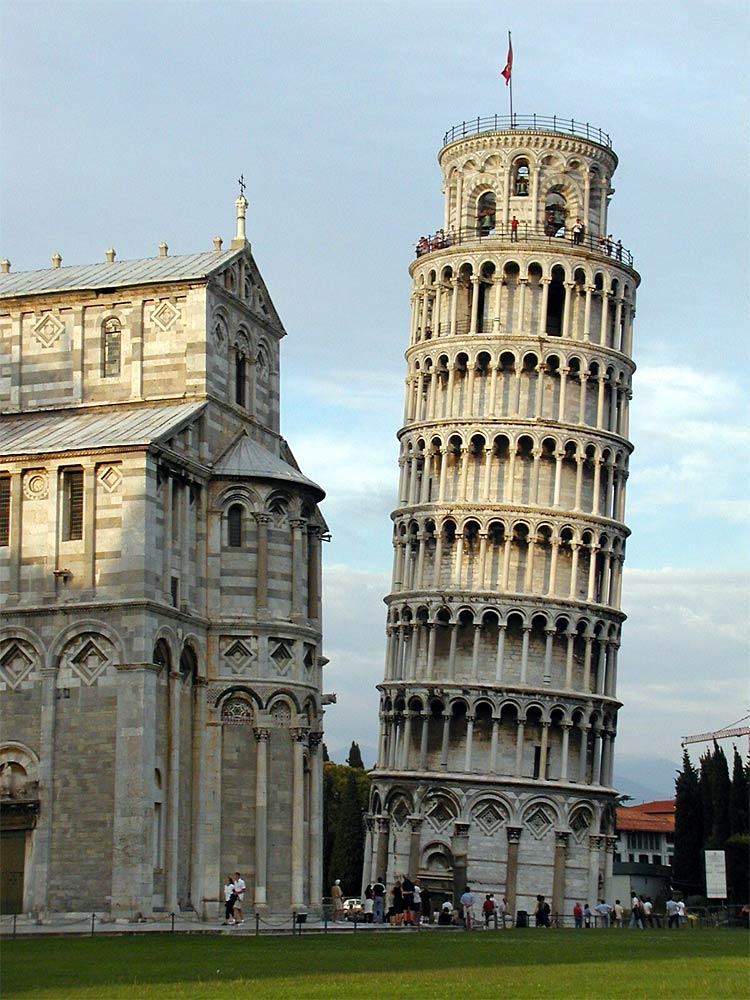
Schiefer Turm von Pisa, Beispiel ungleichmäßiger Bauwerkssetzung (Setzungssanierung 1990–2001)

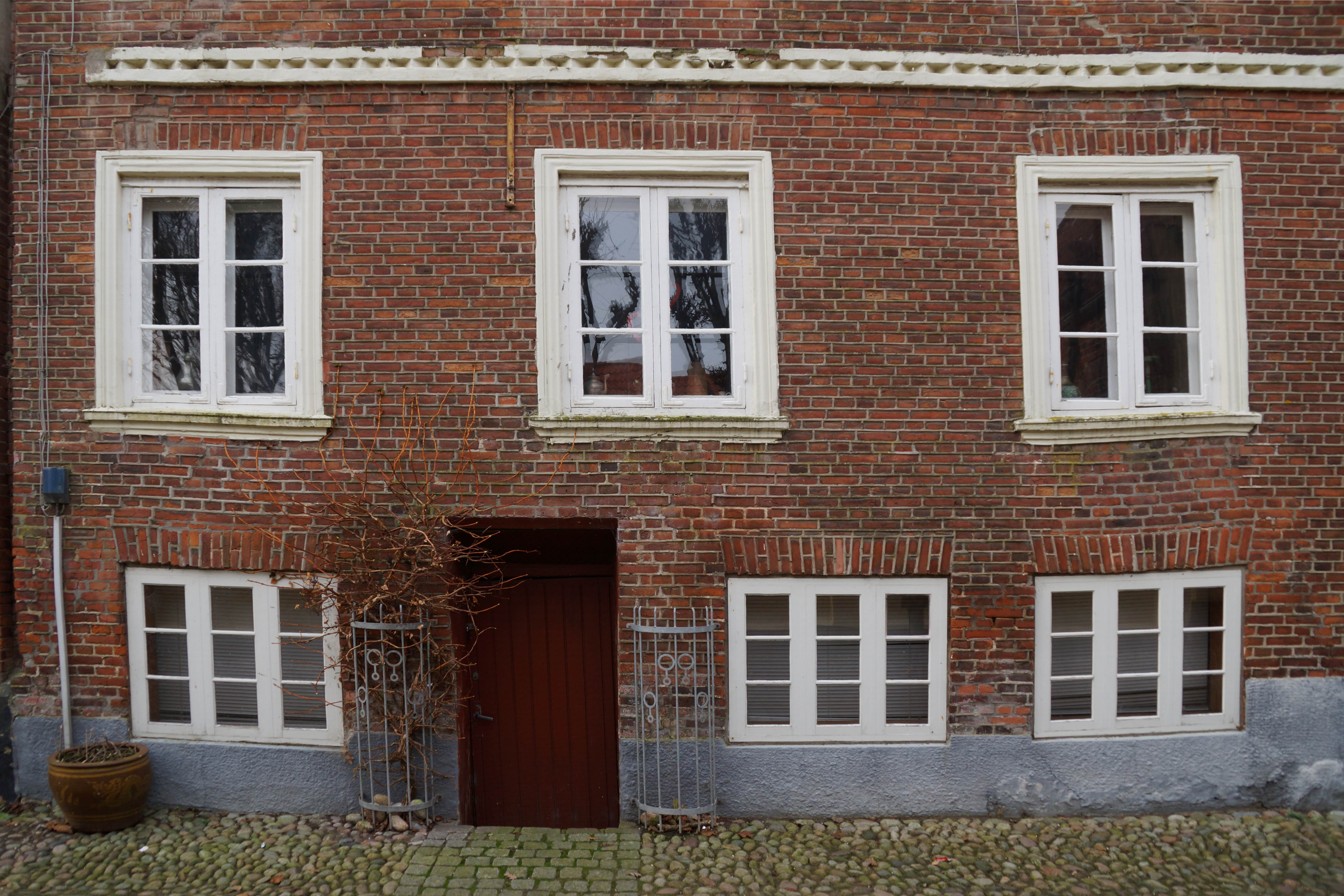
Setzungen im Mauerwerk und an den Fenstern

Unter Setzung versteht man im Bauwesen und in den Geowissenschaften die langsame Senkung eines Bauwerks bzw. eines Gesteinskörpers durch allmähliche Verdichtung (Kompaktion) des Untergrundes.
Zu unterscheiden sind
- Setzung eines neuen Bauwerks durch Bodenpressung
- Setzung von aufgelockertem und wieder eingebautem Boden; auch ohne Auflast
- Großflächige Hebungen und Senkungen aufgrund von geologischen Prozessen oder als Folge des Bergbaus
- Setzungen aus anderem Grund

## Bauwerkssetzungen
Nahezu jedes Lockergestein ist komprimierbar, da Porenvolumen noch zusammengedrückt werden kann oder Bodenpartikel durch Umlagerung besser die Hohlräume ausfüllen können. Nahezu jeder Boden wird sich jedoch bei Wegfall der Auflast teilweise wieder ausdehnen, allerdings nicht bis zum Volumen vor der Auflast.
Böden sind in der Regel durch Sedimentation oder durch Verwitterung von Fels entstanden. Aus beiden Prozessen ergibt sich, dass ungestörter Boden nicht die höchste Lagerungsdichte hat. Die höchste Auflast, die ungestörter Boden erfahren hat, ergab sich durch die Eisauflast während der letzten Eiszeit.
Beim Bau eines schweren Bauwerks treten daher Setzungen ein, in deren Folge das Bauwerk um einige Zentimeter, selten auch Dezimeter sackt. Die Setzungen treten in der Regel bereits während des Baus auf und klingen häufig, je nach Beschaffenheit des Baugrundes, erst nach mehreren Jahren allmählich ab. Bei bindigem Boden dauern die Setzungen länger als bei nicht bindigen Bodenarten. Die Setzungen kann man nach Begutachtung des Bodens näherungsweise vorausberechnen. Ihre Höhe hängt neben der Größe der Auflast, vor allem von der Art des Bodengefüges ab. Problematisch werden Bauwerksetzungen immer dann, wenn sich im Untergrund über den Grundriss verteilt unterschiedliche Bodenarten befinden. Das kann zu unterschiedlichen Setzungen, gegebenenfalls auch zu Schiefstellung führen. Problematisch ist auch, wenn zwei Bauwerke nacheinander hergestellt und miteinander verbunden werden. Der zeitlich unterschiedliche Setzungsverlauf kann zu Schäden führen. Abhilfe kann hier das Vorsehen von Fugen zwischen den Bauwerk oder andere konstruktive Maßnahmen schaffen. Eine Verbesserung des Untergrundes oder eine Tiefgründung kann eine Verringerung der Setzung bewirken.

## Aufgelockerter Boden

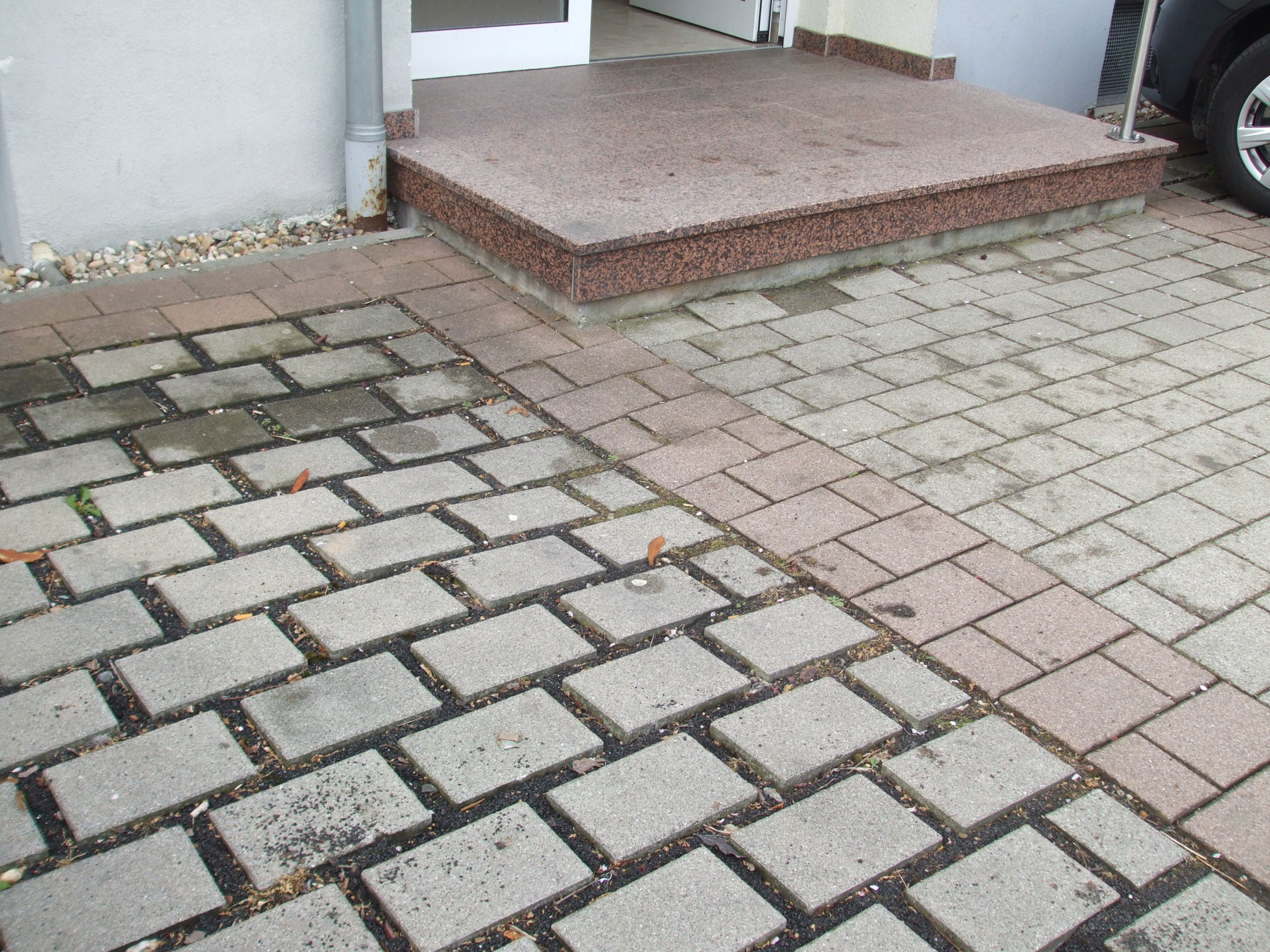
Aufgefüllter Boden setzte sich um 5 cm;(sichtbar an der Treppenstufe)

Wird Boden in Form von Lockergestein im Rahmen einer Baumaßnahme ausgehoben und seitlich gelagert, dann erfährt er durch diesen Prozess (gestörter Boden) eine Auflockerung, die einen Volumenzuwachs in der Dimension von häufig 30 % beinhaltet. Wird dieser Boden ohne weitere Maßnahmen wieder eingebaut, so entsteht im Laufe der nächsten Jahre eine Volumenverringerung von etwa ähnlicher Dimension. Diese Setzung kann bei Dämmen über mehrere Jahrhunderte anhalten.
Abhilfe schafft die Bodenverdichtung, indem durch entsprechende Maschinen mittels Rütteln, Vibration und Auflast der Boden weitgehend komprimiert wird. Optimal ist hierbei der Einbau in Lagen von wenigen Dezimetern und anschließend intensives Verdichten mit z. B. Vibrationsstampfer oder einem anderen Verdichtungsgerät. Da diese Arbeiten aufwendig sind und vom Bauherren nur schwer zu überwachen, kommt es hier relativ oft zu Baumängeln. Die Durchführung eines Plattendruckversuches nach der Bodenverdichtung ergibt guten Aufschluss über die Qualität der Verdichtung.
Bei kleineren Baumaßnahmen wird auf die Verdichtung auch verzichtet. Deshalb wird bei Gräbern zunächst ein Grabhügel aufgeschüttet oder bei Geländeaufschüttungen bei Hausneubauten eine Wartefrist eingehalten. Erst dann sind weitere Baumaßnahmen (beispielsweise Grabeinfassungen, Gartenhütten, Pflasterungen, Setzen von Zaunfundamenten, Begrünung, Wegebau) sinnvoll, damit nicht Sprünge und Schieflagen als Folge von Setzungen entstehen.

## Sonderfälle
- Setzungen können auch durch Erschütterungen des Untergrunds entstehen,[2] beispielsweise durch Verkehr.
- Bei sehr weichen Böden kann es zu einem Ausweichen des Untergrunds durch seitlichen Erddruck (siehe auch Setzungsfließen) kommen, durch zusätzliche Lasten (beispielsweise Schneedruck) oder Entlastungen (beispielsweise Abgrabung auf einem Nachbargrundstück)[3]
- Änderung des Wassergehalts im Boden[4] und folgende Volumenverkleinerung durch Austrocknung und andere Schrumpfungsprozesse,
- Grundwasserabsenkungen rufen sehr oft Setzungen auch bei ungestörten Böden hervor, da der vorher im Grundwasser stehende Boden unter Auftrieb stand und nun erst sein volles Gewicht entwickelt.

## Überwachung
Technische Großbauwerke wie große Gebäude, schwere oder hohe Brücken, Kraftwerke, Staudämme und Staumauern werden meistens durch längerfristige Setzungsmessungen überwacht. Von Geodäten werden periodische Höhenmessungen oder Nivellements durchgeführt, die von geologisch stabilen Punkten aus erfolgen. Bei Staumauern sind dies jeweils mehrere Punkte im anstehenden Fels, doch in größerer Entfernung von den Widerlagern. Die Messungen können auch automatisch (mit Informatik-Tachymetern) erfolgen und – etwa bei der Gefahr von Hangrutschungen – mit einem Warn- oder Alarmsystem gekoppelt sein.
Zusätzlich werden bei Großbauten oft auch geotechnische Messfühler in das Bauwerk integriert – etwa Dehnmessstreifen, Temperatur- und elektrische Sensoren – um kleine Veränderungen automatisch zu erkennen. In Staumauern sind auch periodische Messungen in den Kontrollgängen vorgeschrieben. Bei aktiven und aufgelassenen Bergwerken ist mit allfälligen Bodensenkungen über den Hohlräumen und Stollen zu rechnen, auch wenn diese mehrere hundert Meter unter der Erdoberfläche liegen. An Montan- und technischen Hochschulen werden diese Erscheinungen in den Fachgebieten Bergschadenkunde und Markscheidewesen untersucht.